# پلاتیکدن گراندیفلوروس
پلاتیکدن گراندیفلوروس (نام علمی: Platycodon grandiflorus) نام یک گونه از تیره گل‌استکانیان است.

## نگارخانه